# 谷友幸
谷 友幸（たに ともゆき、1911年5月13日 - 1981年7月24日）は、日本のドイツ文学者、翻訳家。京都大学名誉教授。

## 経歴
東京市本郷区生まれ。1931年第六高等学校理科乙類卒業、1939年京都帝国大学文学部独文科卒業。戦後京大教養部助教授、1957年文学部助教授、1962年「ヘルダーリーン文学の基礎的研究」（未公刊）で文学博士、1967年教授、1975年定年退官、名誉教授。大谷大学文学部教授。初期にはライナー・マリア・リルケを主として研究、翻訳した。

## 著書
- 『リルケ伝』（創元社） 1948
- 『恋愛学講座』（大山定一共編、世界文学社） 1949
- 『リルケ』（新潮社、生ける思想叢書） 1950
- 『リルケ』（弘文堂、アテネ文庫） 1951
- 『ドイツ文学論考』（郁文堂） 1982

### 翻訳
- 『神様の話』（ライナア・マリア・リルケ、白水社） 1940
  - 『神さまの話』（リルケ、新潮文庫） 1953、のち改版
- 『風景画論』（三笠書房、リルケ全集5） 1943。「リルケ選集」創元文庫 1953
- 『ベートホヴェン』（リヒアルト・ヴアクナー、養徳社） 1947
- 『芸術について』（ゲーテ、大山共訳、アテナ書院） 1948
- 『北方の画匠たち』（ブルクハルト、世界文学社） 1949
- 『キャラバン』（ヴィルヘルム・ハウフ、高安国世共訳、甲文社出版部） 1949
- 『リルケ書簡集』（既刊4冊、養徳社）1950、増訂（全2冊、人文書院） 1968 - 各・大山、高安、富士川英郎らと共編訳
- 『悲劇エムペードクレス』（ヘルダーリン、岩波文庫） 1953、復刊1997
- 『アメリカ　流刑地にて』（カフカ、講談社 世界文学全集）1967
  - 新編『アメリカ　城』講談社 1974 - 各・グーテンベルク21（電子書籍）で再刊